# Challenger of Dallas 2013
El Challenger of Dallas 2013 es un torneo de tenis profesional que se juega en canchas duras. Esta será la 16 ª edición del torneo que forma parte del circuito ATP Challenger 2013 . Se llevará a cabo en Dallas , Estados Unidos entre el 4 y el 10 de febrero de 2013.

## Cabezas de serie

### Individual
| País                      | Jugador            | Rank1 | Preclasificado |
| Bandera de Canadá         | Jesse Levine       | 81    | 1              |
| Bandera de Estados Unidos | Michael Russell    | 89    | 2              |
| Bandera de Estados Unidos | Tim Smyczek        | 108   | 3              |
| Bandera de Australia      | Matthew Ebden      | 117   | 4              |
| Bandera de Estados Unidos | James Blake        | 121   | 5              |
| Bandera de Canadá         | Vasek Pospisil     | 131   | 6              |
| Bandera de Rusia          | Alex Bogomolov Jr. | 132   | 7              |
| Bandera de Alemania       | Mischa Zverev      | 140   | 8              |
| ------------------------- | ------------------ | ----- | -------------- |

### Otros Participantes
Los siguientes jugadores recibieron invitaciones para participar en el cuadro principal (WC):
- James Blake
- Robby Ginepri
- Austin Krajicek
- Rajeev Ram

Los siguientes jugadores ingresaron al cuadro principal mediante la clasificación (Q):
- Alex Bogdanovic
- Moritz Baumann
- Jean Andersen
- Alexander Domijan

## Jugadores participantes en el cuadro de dobles

### Cabezas de serie
| País                      | Jugador            | País                      | Jugador           | Rank1 | Favorito |
| Bandera de Sudáfrica      | Rik de Voest       | Bandera de Brasil         | Marcelo Demoliner | 246   | 1        |
| Bandera de Italia         | Stefano Ianni      | Bandera de Ucrania        | Denys Molchanov   | 252   | 2        |
| Bandera de Estados Unidos | Devin Britton      | Bandera de Estados Unidos | Austin Krajicek   | 267   | 3        |
| Bandera de Rusia          | Alex Bogomolov Jr. | Bandera de Estados Unidos | Steve Johnson     | 277   | 4        |
| ------------------------- | ------------------ | ------------------------- | ----------------- | ----- | -------- |

- 1 Se ha tomado en cuenta el ranking del 28 de enero de 2013.

### Otros participantes
Los siguientes jugadores recibieron una invitación (wild card), por lo tanto ingresan directamente al cuadro principal:
- Chase Buchanan /  Daniel Nguyen
- Neil Kenner /  Andrew McCarthy
- Daniel Kosakowski /  Vahid Mirzadeh

Los siguientes jugadores ingresaron al cuadro principal mediante disputa del cuadro clasificatorio:
- Sekou Bangoura /  Nicolas Meister

## Campeones

### Individual Masculino
- Rhyne Williams derrotó en la final a  Robby Ginepri por 7-5 6-3

### Dobles Masculino
- Alex Kuznetsov /  Mischa Zverev derrotaron en la final a  Tennys Sandgren /  Rhyne Williams  por 6-4 7-6(7-4) [10-5]

- Datos: Q47763822